# Бердичівська Мати Божа
Ікона Матері Божої з Бердичева (Бердичівська) (IV століття) — чудотворна ікона Матері Божої, виду Одигітрія, одна з найбільш шанованих і знаних ікон Старої, Святої, Київської Русі і Рідної України сучасного українства для (римо)католиків світу, найвідоміша ікона Полісся. Пошанована (коронована)  28 січня 1753 року Святим Папою Риму Бенедиктом XIV. На жаль тогочасний образ (оригінал) не зберігся. Копія образу написана краківською художницею — реставраторкою полотен Боженою Мухою-Совінською в 1990 році, і пошанована (коронована) у липні 1998 року Папою Іваном-Павлом ІІ. Знаходиться в головному вівтарі костелу на честь Непорочного Зачаття Пресвятої Діви Марії в Бердичеві. Шанується не лише (римо)католиками але і православними.

## Походження і історія
Ікона належить до типу «Одигітрія» і є копію відомої римської ікони Salus populi Romani, датованої VI ст. — себто часами панування Візантії над Римом (так звана «Римлянка»).
Ікона-першообраз міститься в Базиліці Санта-Марія-Маджоре — першому в Римі храмі на честь Діви Марії, зведеному в 30-х роках V століття.
Інша назва Бердичівської ікони — «Богородиця Сніжна». Ця назва перейшла на неї з римського оригіналу. За переказом, Базиліка Санта-Марія-Маджоре була зведений на місці базиліки, спорудженої ще в середині IV століття за повелінням Божої Матері на місці, де випав сніг. Відомий візантист кінця ХІХ — початку ХХ ст. Ні Кондаков спростовує цей переказ, посилаючись на відсутність станом на початок ХХ ст. даних про зведення у Римі храмових споруд на честь Діви Марії за часів правління Костянтина Великого (306–337).
В 1566 році з благословення папи римського Пія V єзуїти написали кілька копій ікони Salus populi romani. Деякі з них потрапили до Речі Посполитої, зокрема й України. Одна така копія опинилася у магнатській родині Тишкевичів. Ікона була написана олійними фарбами на полотні, що закріплювалося на кіпарисовій дошці. Тишкевичі зберігали її в своїй домовій церкві.
В 1630 році київський воєвода Януш Тишкевич на знак подяки Богородиці за звільнення з татарського полону заснував у Бердичеві кляштор босих кармелітів і 22 липня 1642 року передав до нього цю ікону. Іконі Богородиці Бердичівській приписував своє зцілення київський католицький єпископ Станіслав Заремба, котрий 23 травня 1647 року проголосив її чудотворною. З того часу зародилася традиція паломництва до бердичівського кармелітського кляштора.
Церковні хроніки повідомляють про 77 випадків оздоровлення перед іконою Богородиці Бердичівської протягом 1643–1648 рр. 
З 1721 до 1732 року було зареєстровано 23 благодаті. З записів видно, що обдаровані благодатями належали не тільки до вірних РКЦ, але й греко-католицької та православної церков.
4 травня 1752 року теологічна комісія розпочала роботу по ствердженню правдивості благодатей. У результаті досліджень до 1756 року визнано 263 благодаті, у тому числі 14 воскресінь з мертвих, 10 оздоровлень від каліцтв, 19 випадків повернення зору та інші оздоровлення.Також благодаті стосувалися порятунку від різних небезпек, а також повернення втраченного майна.
28 січня 1753 року папа Бенедикт XIV видав декрет про коронацію ікони. Таким чином Ватикан визнав її чудотворний статус. Для ікони були надіслані дві золоті корони зі смарагдами. Церемонію коронації проводив київський єпископ Каетан Солтик.
Однак у 1831 році корони були викрадені невідомими. Коштом місцевої шляхти були виготовлені дублікати, які, проте, спіткала така сама доля. Тоді кармеліти добилися повторної коронації ікони. В 1844 році папа Пій IX надіслав для Бердичівської Божої Матері корони з діамантами, а також золоту ризу.
Відомі православні версії цієї ікони, які зображають Бердичівську Божу Матір саме в цій ризі. Одна з них представлена в колекції Музею української домашньої ікони історико-культурного комплексу «Замок Радомисль»; причому над головами Божої Матері і маленького Христа зображені первинні корони, тобто зі смарагдами.
Третя коронація чудотворної ікони відбулась у 1856 році. Ікона Матері Божої Бердичівської була також оздоблена золотом та сріблом, а ще вишитими окладами на знак вдячності за отримані благодаті.
В 1866 році київський генерал-губернатор закрив бердичівський монастир босих кармелітів. Приводом стало вбивство настоятеля монастиря. Не виключено, що воно було інспіроване владою, невдоволеною твердими позиціями католицтва в місті. Після закриття монастиря на його території було облаштоване поліцейське управління, а попід монастирськими стінами влаштували ринок. Однак у 1904 році святиня була повернута вірянам.
У 1926 році храм та монастир були конфісковані радянською владою, а ікона служила одним з експонатів музею революції та атеїзму. В 1941 році у санктуарії в результаті підпалу виникла пожежа, внаслідок якої ікона згоріла. Однак деякий час її пошуки тривали.

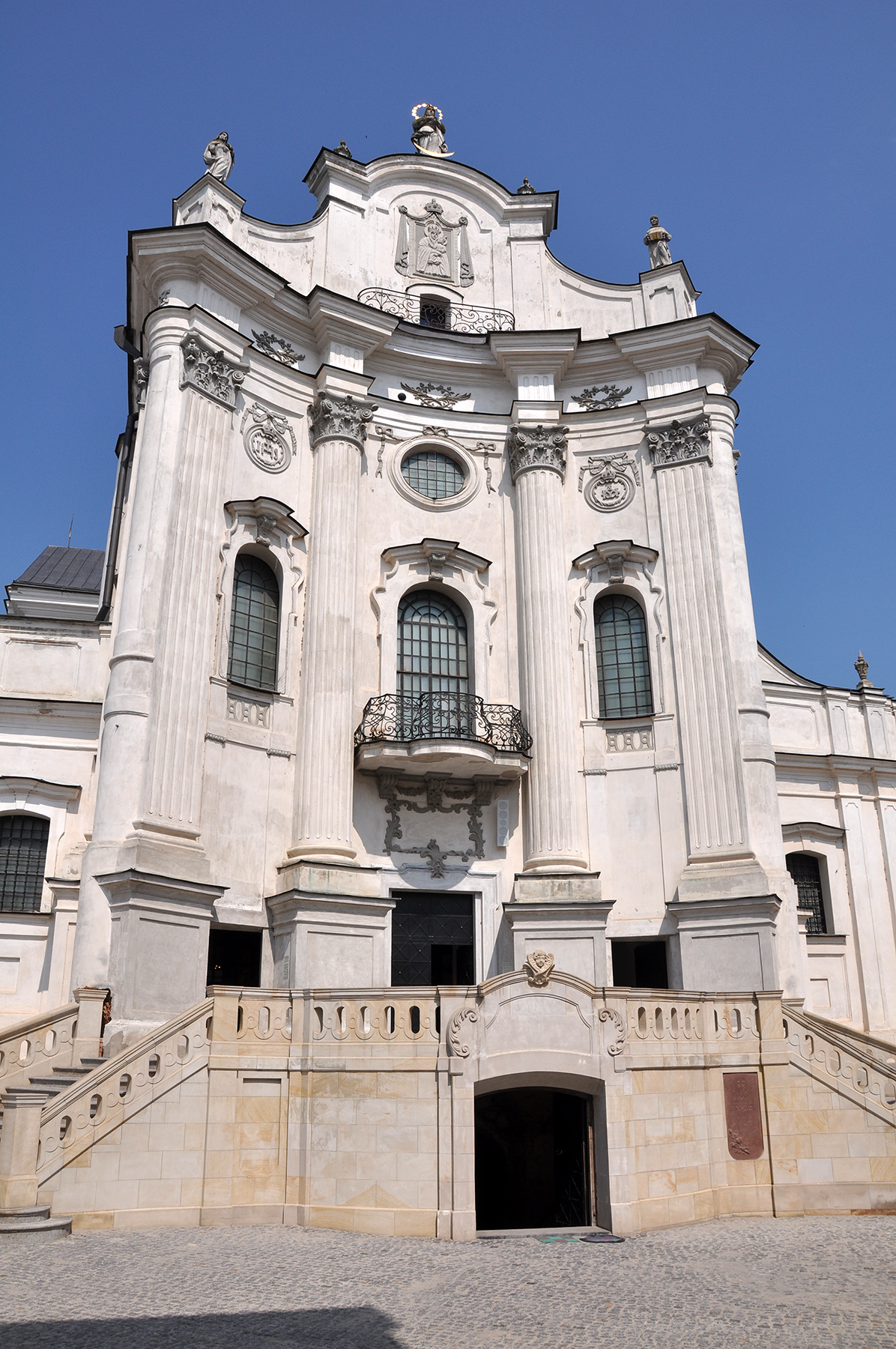
Костел Непорочного Зачаття Пресвятої Діви Марії монастиря Босих Кармелітів у Бердичеві
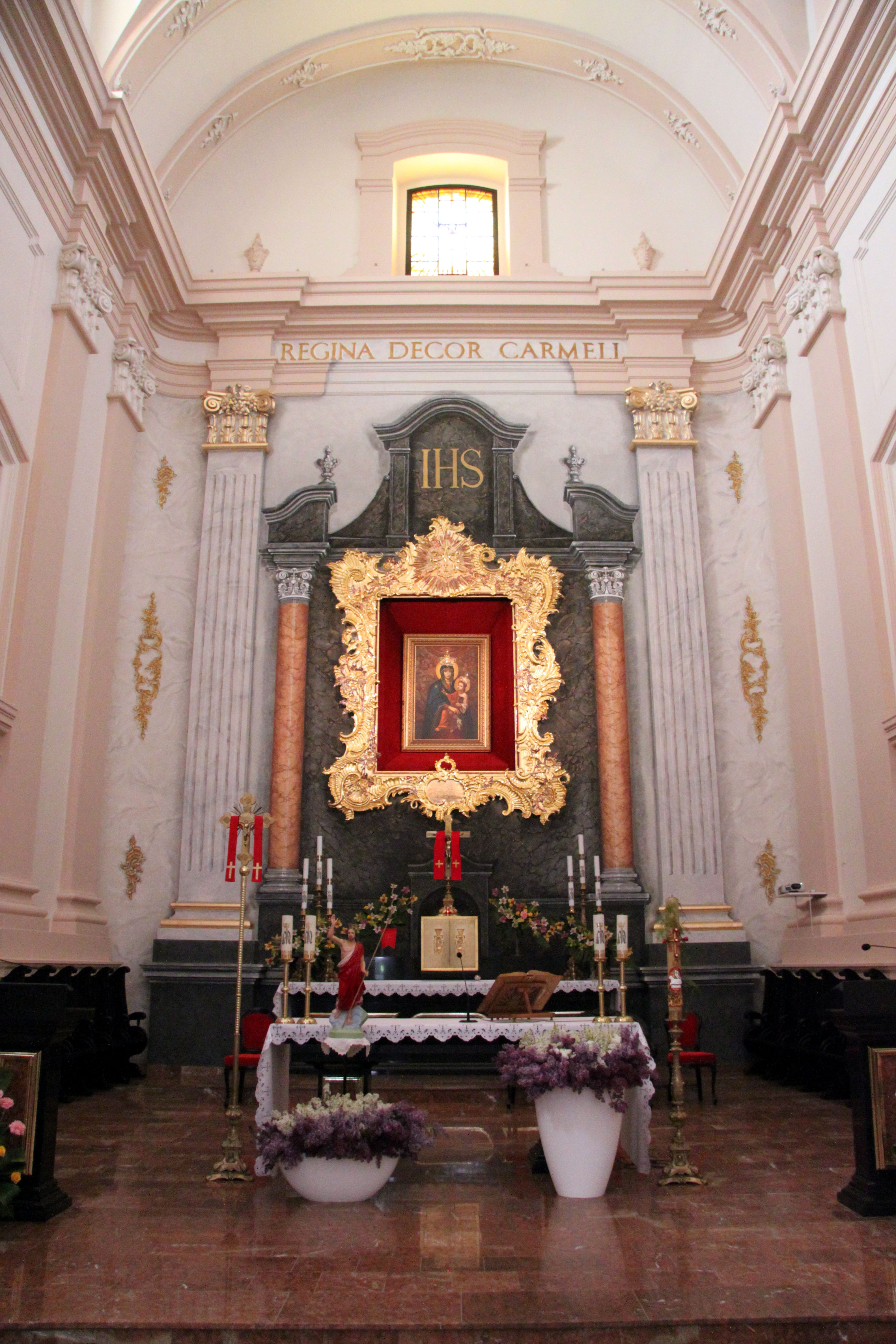
Головний вівтар костел Непорочного Зачаття Пресвятої Діви Марії монастиря Босих Кармелітів у Бердичеві
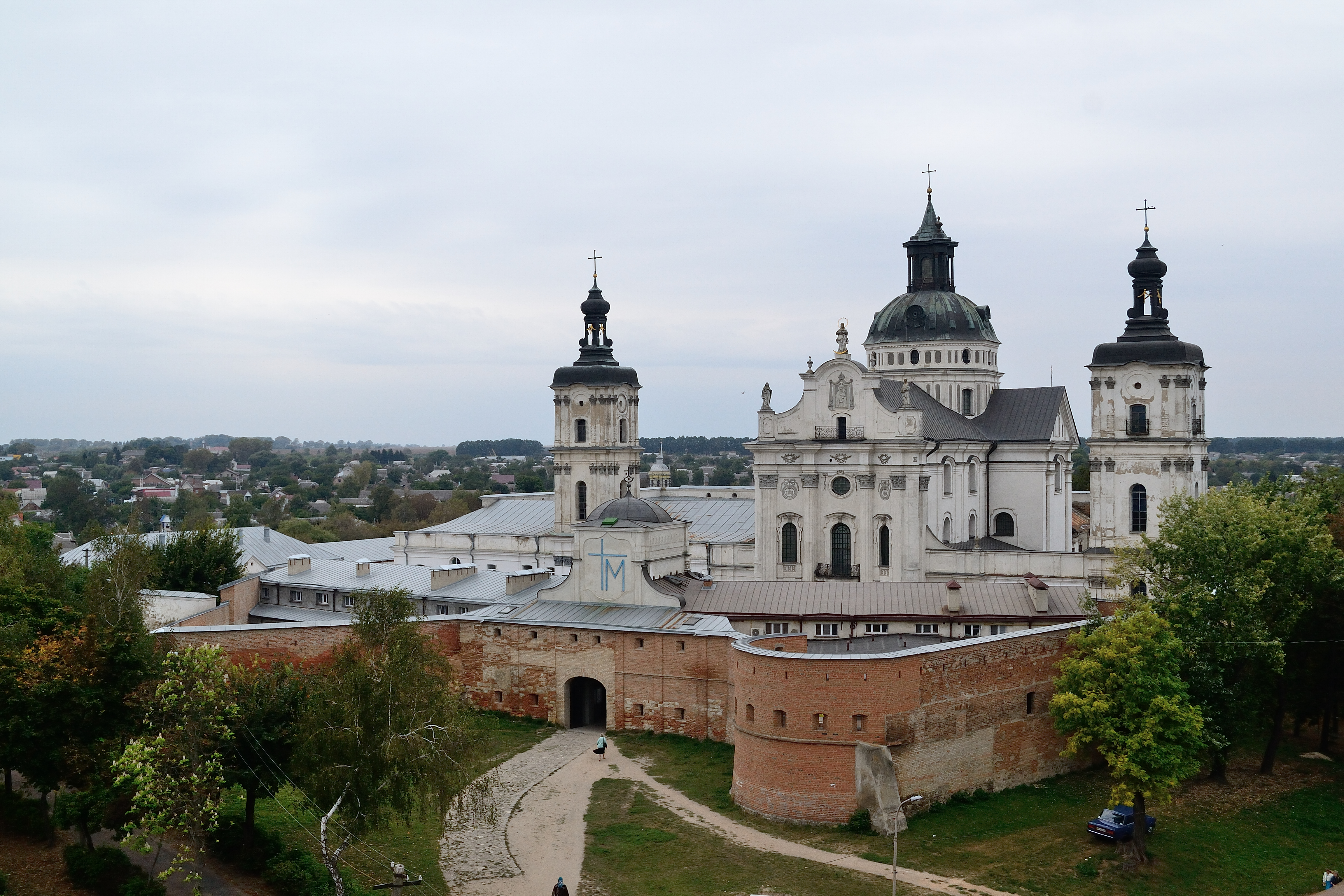
монастир Босих Кармелітів у Бердичеві
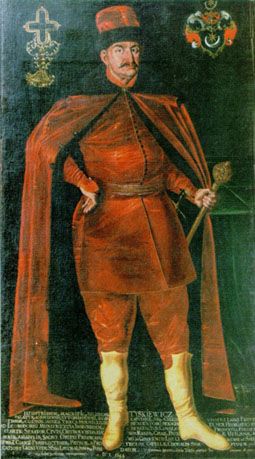
Януш Тишкевич - воєвода і генеральний староста київський, у 1628 році заснував монастир Босих Кармелітів у Бердичеві

## Відновлення ікони
В 1990 році копію ікони Матері Божої Бердичівської написала краківська художниця-реставратор Божена Муха-Совінська. 9 червня 1997 року папа Іван Павло ІІ благословив і освятив її в костелі святої Ядвіги у Кракові.
У відповідь на прохання та представлену документацію, виступаючи від імені папи Івана Павла ІІ, Конгрегація Божого культу та дисципліни Таїнств у Ватикані дозволила коронувати нову ікону для санктуарію Матері Божої у Бердичеві. На урочистості 16 липня 1997 року кармеліти показали новий образ усім вірянам та паломникам. 19 липня 1998 року ікона була коронована. Церемонію провів єпископ Києво-Житомирської дієцезії Ян Пурвінський.
В 2001 році відовлена ікона Богородиці Бердичівської прикрашала вівтар під час богослужіння папи Івана Павла II у Києві.
Один із народних списків ікони Богородиці Почаївської, що знаходиться в колекції Музею української домашньої ікони, датований кінцем XVII — початком XVIII ст. Тобто він був створений ще до першої коронації оригіналу, котрий не зберігся.
Дні вшанування ікони — 16 липня і 8 грудня.